# Богатир Віктор Васильович
Віктор Васильович Богатир (27 червня 1936, Харків, Українська РСР, СРСР — 15 липня 2014, Дніпропетровськ, Україна) — український державний діяч і дипломат, Надзвичайний та Повноважний Посол України.

## Біографія
Народився 27 червня 1936 в Харкові.
Закінчив Харківський технікум промислового транспорту, Харківський інститут інженерів залізничного транспорту (1965), Академію суспільних наук при КПРС (1979).
З 1965 по 1971 — майстер будівельного управління, старший виконроб, начальник спец. управління тресту «Криворіждорбуд».
З 1971 по 1979 — заступник голови, голова Дзержинської і Саксаганської райради.
З 1979 по 1988 — 1-й секретар Долгинцевського райкому КПУ, другий секретар Криворізького міськкому КПУ.
З 1988 по 1990 — заступник начальника Головного планово-економічного управління Дніпропетровського облвиконкому.
З квітня 1990 — заступник голови Дніпропетровської облради.
З лютого 1992 — обраний в.о. голови Дніпропетровської облради.
З квітня 1993 по липня 1994 — голова Дніпропетровської обласної Ради.
З липня 1994 по грудень 1999 — Надзвичайний та Повноважний Посол України в Казахстані.
З грудень 1999 по березень 2001 — Надзвичайний та Повноважний Посол України в Киргизстані за сумісництвом.
Помер 15 липня 2014 року.

## Нагороди
- Почесна відзнака Президента України (1996)[4]